# Выставочный центр профсоюзов
Выставочный центр профсоюзов на ВДНХ — двенадцатый павильон ВДНХ, построенный в 1987 году. До 1992 года носил название «Советские профсоюзы».

## История
На довоенной выставке на месте существующего ныне Выставочного центра профсоюзов планировалось строительство павильона республик Закавказья (Грузинской, Армянской и Азербайджанской ССР), проект которого составил архитектор М. К. Шашвили. Но впоследствии было решено построить отдельные павильоны для каждой из трёх республик, и 12-й павильон достался Грузинской ССР, будучи при этом реконструирован в процессе окончания строительства по проекту архитекторов Георгия Лежавы и Арчила Курдиани. Этот павильон был разобран в 1965 году после пожара. На его месте был построен павильон «Оранжерея субтропических культур», который, в свою очередь, был разобран в 1986 году.
Существующий павильон построен в 1987 году по проекту архитектора Владимира Кубасова в стиле советского модернизма. Изначально этому павильону планировалось присвоить название «Труд и отдых», но при окончании строительства он был назван «Советские профсоюзы». Здание представляет собой массивный куб, облицованный светлым и тёмным мрамором. Все четыре фасада выглядят как сплошная стена с двумя вертикальными прорезями окон. Экспозиция павильона была посвящена теме улучшений условий труда и санаторно-курортной системе в СССР и действовала до 1992 года. В настоящее время в павильоне расположен выставочный центр профсоюзов России.
В интерьере здания до начала 2010-х находилась пространственная композиция, созданная художником Е. М. Аблиным.